# Nijverdal
Nijverdal è una località dei Paesi Bassi di 24.910 abitanti situata nella municipalità di Hellendoorn, nella provincia dell'Overijssel.